# Sedan (essai nucléaire)
Pour les articles homonymes, voir Sedan (homonymie).
Sedan est un essai nucléaire souterrain mené à faible profondeur dans le site d'essais du Nevada de Yucca Flat le 6 juillet 1962, et faisant partie du programme opération Plowshare, destiné à étudier l'utilisation d'armes nucléaires pour l'ouverture de mines, de cratères, et pour d'autres usages civils. Il est, avec l'essai George, celui qui a produit les plus importantes contaminations dues aux retombées radioactives aux États-Unis. Le cratère de Sedan est le plus grand cratère créé de la main de l'homme aux États-Unis, et est inclus dans le Registre national des lieux historiques.

## Effets

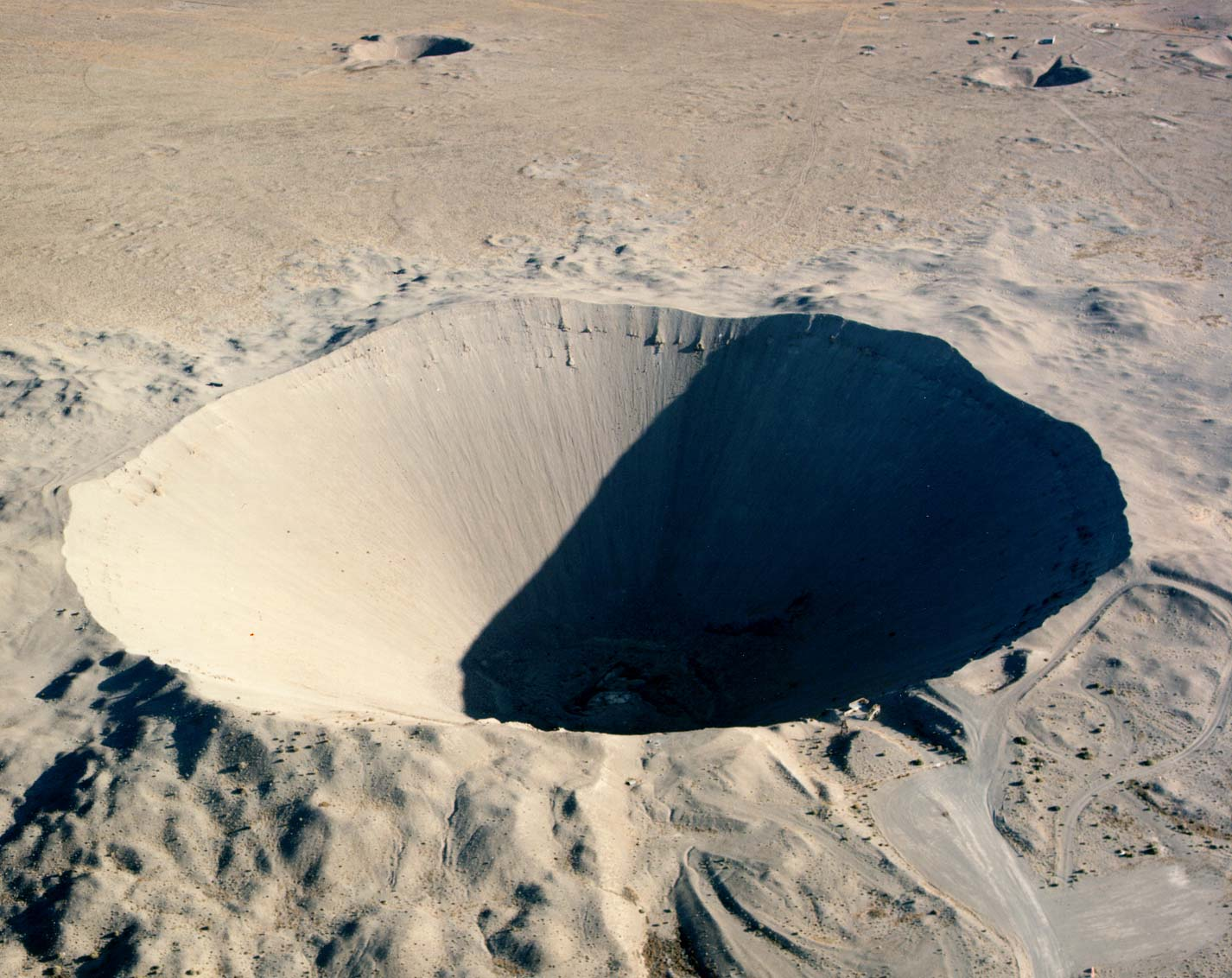
Le cratère de Sedan.

Sedan était une arme nucléaire fonctionnant par fission à 30 % et par fusion à 70 %,. Selon Carey Sublette, la bombe de Sedan était conçue de façon similaire à celle utilisée pour l'opération Dominic menée peu de temps auparavant, c'est-à-dire différemment de l'ogive W56 des missiles Minuteman. Elle est longue de 96,5 cm, a un diamètre de 43 cm et pèse 212,2 kg.
Le test a été planifié dans la même année fiscale que l'opération Storax, mais Sedan faisait partie de l'opération Plowshare, et le protocole de l'essai était financé et dirigé par le laboratoire national Lawrence Livermore avec une implication minime du département de la Défense des États-Unis. L'engin explosif a été descendu dans un puits foré dans les alluvions du désert à une profondeur de 194 m. L'explosion de fission-fusion a eu une puissance de 104 kilotonnes de TNT (435 térajoules) et a soulevé un dôme de terre 90 m au-dessus du niveau du désert, l'explosion ayant déplacé plus de 11 millions de tonnes de sol. Le cratère résultant a une profondeur de 100 m et un diamètre de 390 m. Une zone circulaire du désert de 8 km aux alentours a été obscurcie par le nuage de poussières qui s'est étendu rapidement horizontalement par rapport à la colonne de matière expulsée, de manière comparable à une déferlante pyroclastique. L'explosion a engendré des ondes sismiques équivalentes à un tremblement de terre de magnitude 4,75 sur l'échelle de Richter. Le niveau de radiations sur la crête du cratère, une heure après l'explosion, était de 500 R par heure (130 mC/(kg·h)), mais n'était plus que de 500 mR par heure au bout de 27 jours.
Sept mois après, le fond du cratère était accessible sans vêtement de protection, les radiations ayant atteint un niveau de 35 mR par heure au bout de 167 jours.

## Retombées

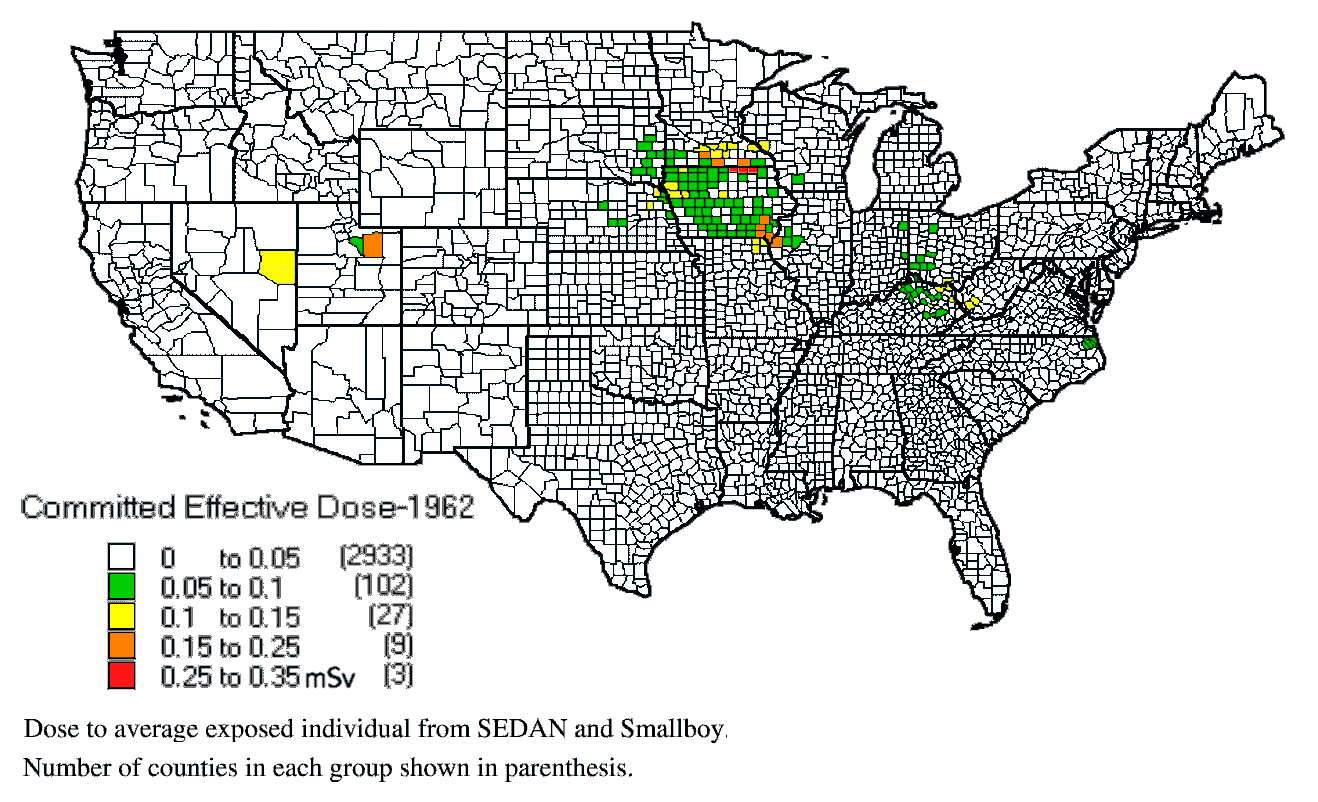
Comtés des États-Unis ayant mesuré les plus hauts niveaux de retombées radioactives issues de Sedan et de « Small Boy » de l'opération Sunbeam, qui eut lieu huit jours plus tard. Unités en millisieverts.

Les dix plus importantes expositions de résidents des États-Unis aux radiations dues à des essais nucléaires.

L'explosion de Sedan a créé un nuage radioactif qui s'est séparé en deux panaches, à des altitudes de 3  et   4,9 km. Les deux panaches ont dérivé au nord-est, puis à l'est, suivant des trajectoires grossièrement parallèles vers l'océan Atlantique. Des retombées radioactives ont été semées sur leur trajet, dispersées étroitement dans un relativement petit nombre de comtés des États-Unis. La radioactivité relevée était particulièrement haute dans huit comtés d'Iowa, et un comté du Nebraska, du Dakota du Sud, et de l'Illinois. Les comtés les plus touchés ont été ceux d'Howard, de Mitchell et les comtés de Worth en Iowa, de même que le comté de Washabaugh au Dakota du Sud, une zone qui a depuis été incorporée dans le comté de Jackson et qui fait entièrement partie de la réserve indienne de Pine Ridge. Ces quatre comtés ont été exposés à des niveaux supérieurs à 6 millicuries par mètre carré (220 MBq/m2).
De tous les essais nucléaires menés aux États-Unis, Sedan est celui qui a eu le plus haut niveau de radioisotopes dans ses retombées. L'essai a dégagé dans l'atmosphère 880 000 curies (33 PBq) d'iode 131 radioactif, un agent pathogène pour la thyroïde. Sedan a aussi la première place en ce qui concerne le pourcentage des radioisotopes suivants détectés dans les retombées : 198Au, 199Au, 7Be, 99Mo, 147Nd, 203Pb, 181W, 185W et 188W. Sedan est à la deuxième place concernant les radioisotopes suivants dans les retombées : 57Co, 60Co et 54Mn. Sedan est classé troisième pour le pourcentage de 24Na détecté dans les retombées. Pour les retombées sur le sol des États-Unis seulement, Sedan a la plus grande quantité de 7Be, 54Mn, 106Ru et 242Cm, et la seconde place pour les quantités de 127mTe. Bien que cela n'ait pas été détecté dans les retombées, en partie parce que l'explosion était bien confinée, de l'or (Au) a été utilisé dans la tête de l'ogive W71 ; il en a été de même en 1971 lors de l'essai mené dans les îles Amchitka au large de l'Alaska. 
La contamination due aux retombées de Sedan a contribué à un peu moins de 7 % du montant total de radiations retombées sur la population des États-Unis durant tous les essais nucléaires menés au site d'essais du Nevada. Les effets de Sedan ont été similaires à l'explosion « George » de l'opération Tumbler-Snapper, déclenchée le 1er juin 1952, qui a aussi contribué à environ 7 % des retombées totales. Les incertitudes concernant les montants exacts d'exposition empêchent de savoir lequel des deux essais en a causé le plus ; George est recensé comme celui ayant causé la plus haute exposition, et Sedan est second dans la liste selon le département de la Santé et des Services sociaux des États-Unis, le Centre pour le contrôle et la prévention des maladies, et l'Institut national du cancer,.
Ce niveau de retombées - inférieur au mili-Sievert - reste extrêmement faible, correspondant à la limite réglementaire d'exposition annuelle du public en 2015.[réf. souhaitée]
Si cet essai avait été mené après 1965, les progrès en matière de conception des bombes auraient permis de diminuer par un facteur 100 les retombées.

## Conséquences
Le projet Plowshare a développé l'essai Sedan pour déterminer la faisabilité d'utilisation d'explosions nucléaires pour creuser rapidement et économiquement de grandes quantités de terre et de roches. Les applications proposées incluaient la création de ports, de canaux, de mines à ciel ouvert, de voies ferrées et d'autoroutes à travers un terrain montagneux, et la construction de barrages. L'analyse des effets de Sedan a montré que les retombées radioactives d'usages de ce type seraient étendues. L'inquiétude publique au sujet des effets sur la santé et le manque de soutien politique ont finalement conduit à l'abandon de cette idée. Les États-Unis n'ont depuis plus entrepris d'excavation par des moyens nucléaires, bien que l'Union soviétique ait continué à explorer cette possibilité à travers le programme Explosions nucléaires pour l'économie nationale, et en particulier l'essai nucléaire de 140 kilotonnes de Chagan, qui a créé le lac artificiel de Chagan.

### Problèmes diplomatiques avec le Soudan

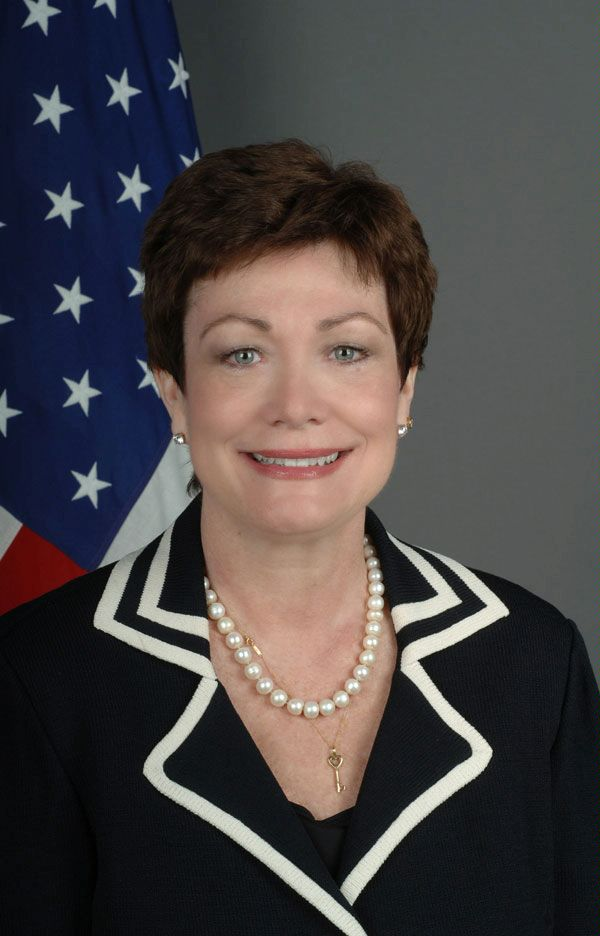
Ellen Tauscher.

Le 2 mars 2005, lors d'une audition à la Commission des forces armées de la Chambre des représentants des États-Unis, la représentante Ellen Tauscher utilise Sedan comme un exemple d'essai ayant produit une quantité considérable de retombées radioactives. Cependant, dans le compte-rendu de l'audition, le mot Sedan a été transcrit par erreur en Sudan (Soudan en anglais).
Quelques jours après, cette erreur a été remarquée par la communauté internationale. Les autorités soudanaises ont déclaré que « le gouvernement du Soudan prenait ce problème très au sérieux ». L'agence de presse chinoise Xinhua a même publié un article déclarant que le gouvernement du Soudan blâmait les États-Unis d'avoir augmenté le taux de cancer dans la population soudanaise. En dépit des clarifications données par l'ambassade des États-Unis à Khartoum, précisant qu'il s'agissait d'une erreur typographique, Mustafa Osman Ismail, le ministre des Affaires étrangères du Soudan, a déclaré que le gouvernement continuerait à étudier les plaintes.